# Wulsyn
Wulsyn (ur. w Londynie, zm. 8 stycznia 1005) – święty Kościoła katolickiego, opat w Westminsterze od 980, biskup Salisbury od 983.